# Phasia campbelli
Phasia campbelli là một loài ruồi trong họ Tachinidae.